# Montejurra
Montejurra (Jurramendi en basc) és una muntanya de 1.042 m d'altitud que es troba a Navarra, prop de la localitat d'Ayegui. Està rodejada per les valls de La Solana, San Esteban de La Solana i Comtat de Lerín, prop d'Estella. Des del seu cim s'obtenen excel·lents vistes de la Merindad d'Estella i de les serres adjacents d'Urbasa, Andia i Lokiz.
Degut a les batalles que hi van tindre lloc a les guerres carlines, tant en 1835 com en 1873, i els multitudinaris actes de Montejurra en memòria dels requetès morts a la Guerra Civil espanyola, iniciats el 1939, la muntanya era coneguda pels carlins tradicionalistes com «la muntanya sagrada de la Tradició». Per aquest motiu entre els anys 1960 i 1971 el carlisme navarrès va editar una revista anomenada Montejurra. Recentment la muntanya també ha estat reivindicada per l'esquerra nacionalista basca com «un símbol històric de Navarra i de tota Euskal Herria». El 9 de maig de 1976, s'hi produiren els Fets de Montejurra, un atemptat terrorista contra el Partit Carlí.